# Methods in Enzymology
Methods in Enzymology (Методы энзимологии) — серия научных публикаций по биохимии, издаваемая компанией Academic Press.

## Факты
- Первый выпуск был опубликован в 1955 году. В данный момент их количество превысило 460.
- Каждый выпуск посвящён отдельной теме, в числе которых:

1. Общая биохимия
2. Репарация ДНК
3. Биология монооксида азота

- Постоянными редакторами издания в данное время являются Джон Абельсон и Мел Саймон, однако для работы над каждым выпуском приглашается в качестве редактора специалист в соответствующей области знаний.
- В статьях подробно излагаются экспериментальные методы в биохимии, сами сборники служат широко используемыми и цитируемыми источниками информации в рамках экспериментальной медицины.